# Ludwig Hilberg
Ludwig Hilberg (* um 1840 in Ockershausen (?); † 14. Oktober 1864 in Marburg) aus dem kurhessischen Ockershausen bei Marburg war ein deutscher Schuhmacher und der vorletzte öffentlich in Deutschland hingerichtete Straftäter.

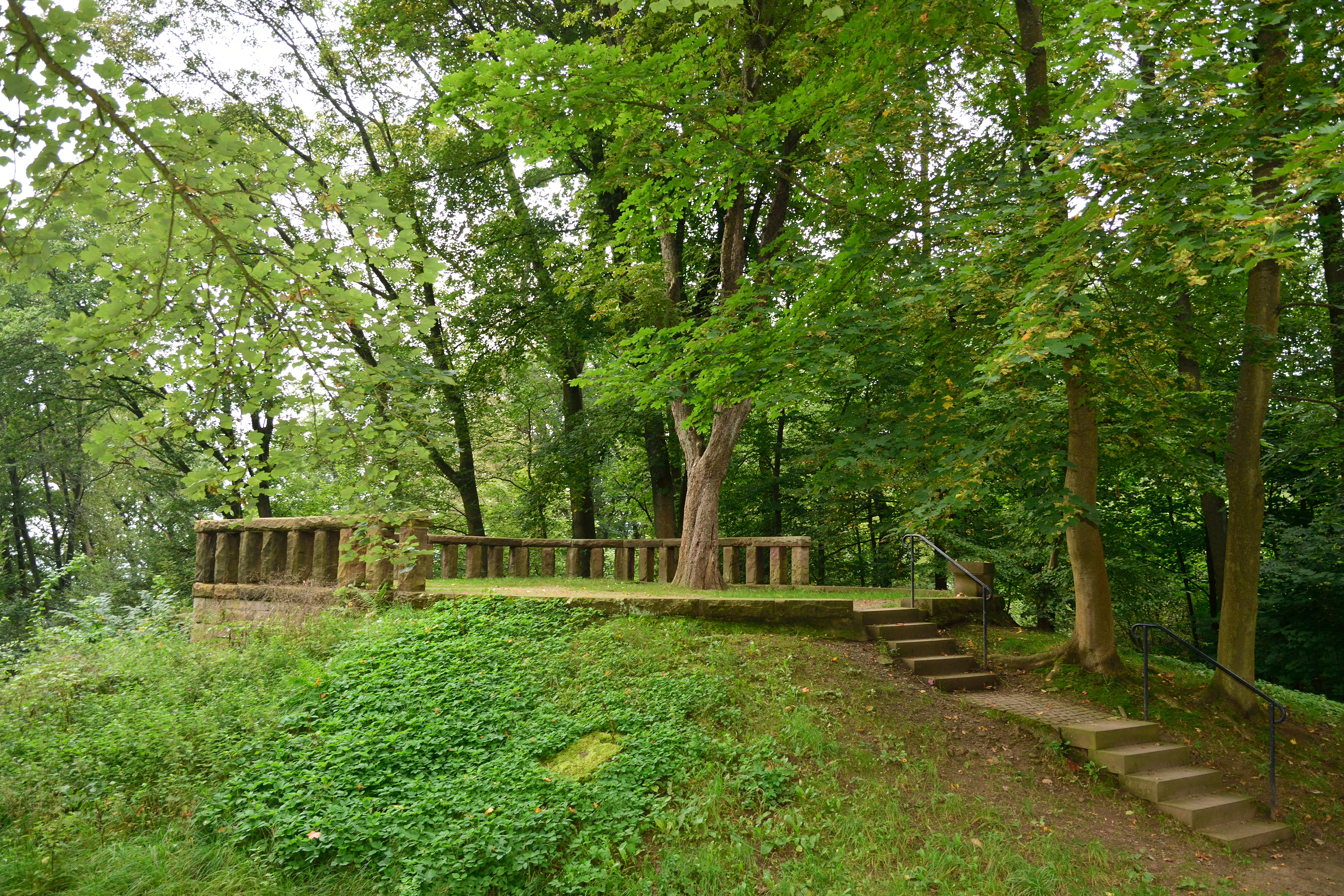
Richtstätte Rabenstein Marburg

Die vorletzte öffentlich vollzogene Hinrichtung fand bei Marburg am 14. Oktober 1864 statt. Die letzte wurde am 21. Oktober 1864 in Greiz vollzogen. Hilberg wurde des Mordes an seiner Geliebten, einer 24 Jahre alten Tagelöhnerin, den er am 9. September 1861 verübte, überführt. Hilberg war ebenfalls 24 Jahre alt. Am 27. Juni 1864 erfolgte der Schuldspruch und das Urteil zur Enthauptung Hilbergs.
Hilberg schnitt seiner durch ihn schwangeren Geliebten Dorothea Wiegand die Kehle durch. Er lehnte eine Heirat mit ihr ab. Die Leiche wurde drei Tage später mit zahlreichen Messerstichen am Südhang des Dammelsberges, der zum Marburger Rücken gehört, gefunden. Nach dem Urteil gestand er, den Mord begangen und nicht vorgehabt zu haben, Dorothea Wiegand zu ehelichen, weil sie im Ort wohl aufgrund ihres Geisteszustandes als das „Hinkel“ verspottet wurde, noch wollte er als Vater eines unehelichen Kindes die gesellschaftlichen Folgen tragen, die sich ergeben hätten.
Die Mordeiche am Tatort erinnert an dieses Verbrechen. Dort steht auf einem an der Eiche angebrachten Schild allerdings das Datum „12.9.1861“. Es handelt sich vermutlich um das Datum, an dem der Leichnam Dorothea Wiegands von dem „Forstläufer“ Lorenz Reinhardt gefunden wurde. Das war laut Matthias Blazek drei Tage nach der Tat. Das Ereignis ging somit in das kollektive Gedächtnis von Marburg ein, welches u. a. die Mordeiche bezeugt.
Hingerichtet wurde Hilberg durch Enthauptung durch das Schwert am 14. Oktober 1864 vor großem Publikum am Rabenstein in Marburg. Auch dort existiert eine Gedenktafel, auf der zu lesen steht: Alte Schwertrichtstätte Rabenstein / Letzte Hinrichtung 14. Oktober 1864. Die Hinrichtung geschah nach den Maßgaben der Constitutio Criminalis Carolina.
Der Mord war Vorlage für einen Kriminalroman von Christina Bacher mit dem Titel Hinkels Mord. Sie schrieb auch die Kurzgeschichte Der letzte Rabensteiner, in der dieser Fall literarische Verarbeitung fand.